# Vlastní vály 2006 – 2013
Vlastní vály 2006 - 2013 je album kapely Morčata na útěku, které bylo vydáno v digitální verzi, což je i poznamenáno na obalu tohoto alba (speciální digi-edice).
Na tomto albu jsou všechny písně vlastní tvorby od roku 2006 do roku 2013 (kromě dvou nezařazených skladeb). Nejedná se tedy o coververze.
Po vydání alba Di do prdele! přibylo několik dalších vlastních válů, viz níže.

## Seznam skladeb
1. Bukkake (Tradice z krabice)
2. Jsme trochu jiný (Jsme trochu jiný)
3. Bodač z Dukovan: Tajemství Krutorova mutagenu (Jsme trochu jiný)
4. Planeta prasat aneb Jak svět přichází o řezníky (Konec řezníků v Čechách)
5. Tenkrát na záchodě (Tenkrát na záchodě)
6. Industrial Porno Show (Tradice z krabice)
7. Carmageddon (Konec řezníků v Čechách)
8. Tradice z krabice (Tradice z krabice)
9. Já mám starou z bordelu (Jsme trochu jiný)
10. Noční můra z Kounicova Street (Tenkrát na záchodě)
11. Hownotsuts (Konec řezníků v Čechách)
12. Ecivalpú (Tenkrát na záchodě)
13. CzechDech (Konec řezníků v Čechách)

## Vlastní vály které nejsou na tomto albu
1. První rapová balada o tom, jak vybrali Black Diamond (Hlavně se s tím nesrat)
2. Laco zářivka (Kouření může zabíjet)
3. Di do prdele! (Di do prdele!)
4. Zájezdní hostinec U zdechlé ludry (Di do prdele!)
5. Prdy aneb píseň gasbombardikova (Di do prdele!)
6. Hovnocuc se vrací (Di do prdele!)
7. Carmageddon - remake (Di do prdele!)
8. Planeta prasat - remake (Di do prdele!)